# Amaurolimnas concolor concolor
Il rallo unicolore di Giamaica (Amaurolimnas concolor concolor Gosse, 1847) era una sottospecie di rallo unicolore endemica dell'isola omonima.

## Descrizione
Il rallo unicolore di Giamaica misurava circa 25 cm di lunghezza. Era un rallo di colore castano-rossiccio, più chiaro delle altre due sottospecie continentali, A. c. guatemalensis e A. c. castaneus. La regione superiore era rossiccia, più castana sulla zona delle scapole e delle ali; le remiganti primarie erano color seppia sopra, più chiare ai margini e marrone scuro sotto; la parte interna delle secondarie era castana come il dorso; la coda era castana, la sommità del capo e la nuca erano marrone scuro; la fronte era leggermente rossastra; la faccia era rossiccia, più marroncina nella regione auricolare; le regioni inferiori erano di colore castano-vinato, più chiaro sul mento e al centro di petto e addome; le copritrici del sottoala e le penne ascellari erano marrone scuro. Il becco era verde-giallastro, le zampe violacee e l'iride color vermiglione.

## Biologia
Le uniche notizie sulla sua biologia sono quelle tramandateci da Gosse:
Secondo Bond, aveva abitudini più terricole degli altri ralli delle Indie Occidentali.

## Estinzione
L'ultimo esemplare noto venne abbattuto nel 1881. Si ritiene che sia scomparso a causa della predazione da parte delle manguste, introdotte dall'uomo, sebbene abbia convissuto assieme a questi predatori, oltre a gatti e ratti, per generazioni.